# Disney magico artista
Disney magico artista è un videogioco educativo che permette di creare immagini e scenette animate con i personaggi Disney.
È il primo di una serie di titoli, prevede però diverse funzionalità, come una versione simile a Paint, una versione Puzzle con i personaggi Disney, e una speciale rubrica dove la voce di un artista Disney illustra i vari procedimenti per imparare a disegnare Topolino, Paperino, Pippo, Minnie, Paperina e Pluto.

## La scrivania
La sezione scrivania è molto simile al programma Paint, solo molto più divertente e più facilitata per l'uso dei bambini. Prima di tutto ci sono un'infinità di oggetti per disegnare, la matita, il pastello, il gessetto, il pennello, il pennarello, lo spruzzatore, la gomma e anche lo strumento di testo (ovvero la casella di testo di Paint) e il modellatore di forme. Lo strumento più divertente del gioco è senz'altro lo Spray immagine, consiste in uno speciale spray che può spruzzare l'immagine desiderata tra coccinelle, macchie di colore, polvere di magia, bolle di sapone, conchiglie, caramelle e molte altre ancora.

## Gli stampi e le scenette
Tramite il cassetto degli stampi si accede ad un'area dedicata a gli stampi Disney. Si possono creare infatti diverse scenette con protagonisti Topolino, Minnie, Paperino, Pippo, Paperina e Pluto scegliendo fra un'enorme varietà di ambientazioni, pose dei personaggi, oggetti. Dopo aver selezionato un personaggio, uno sfondo o un oggetto appare una tavolozza dove si può scegliere di far rimanere il personaggio o l'oggetto o il luogo in bianco e nero e colorarlo con la modalità scrivania in un secondo momento, oppure si può colorarlo in due modalità: la modalità colore tipico dei cartoni, dove lo stampo viene colorato esattamente con gli stessi suoi colori come appare nei cartoni animati oppure c'è la modalità magia che aggiunge al colore diversi effetti speciali. In ogni caso, dopo la scelta della tavolozza il personaggio diveniva indelebile e non può più essere né modificato né spostato, per farlo bisogna eliminarlo e ricominciare tutto da capo.

## La galleria
Nella galleria si possono visualizzare i disegni salvati e salvarli a loro volta su un floppy disk oppure presentarli in una presentazione con musiche ed effetti speciali.

## L'area delle Lezioni
Nell'area delle lezioni, cliccando sul personaggio desiderato si può accedere a una vera e propria lezione in cui un artista Disney illustra i vari passi per imparare a disegnare alcuni dei più famosi personaggi della banda Disney. Uno speciale strumento è la carta da lucido che si può usare in qualsiasi momento selezionandola da uno scaffale apposito. La carta da lucido copre il personaggio e l'utente può ricalcarlo direttamente sul computer. In seguito, il foglio può essere riposto e utilizzato anche nella modalità scrivania.

## Seguiti
Disney Magico Artista 1 è compatibile con Windows 95, Windows 98 e Windows Me. Per questo motivo è uscito lentamente fuori catalogo in favore delle sue versioni successive, che non offrono molte funzionalità aggiuntive ma più che altro sono un rifacimento su piattaforma più moderna e di conseguenza compatibili anche con Windows XP e versioni successive.
Esistono tre versioni successive:
- Disney magico artista 2
- Disney magico artista 3
- Disney magico artista 3D